# Ivar Nørve

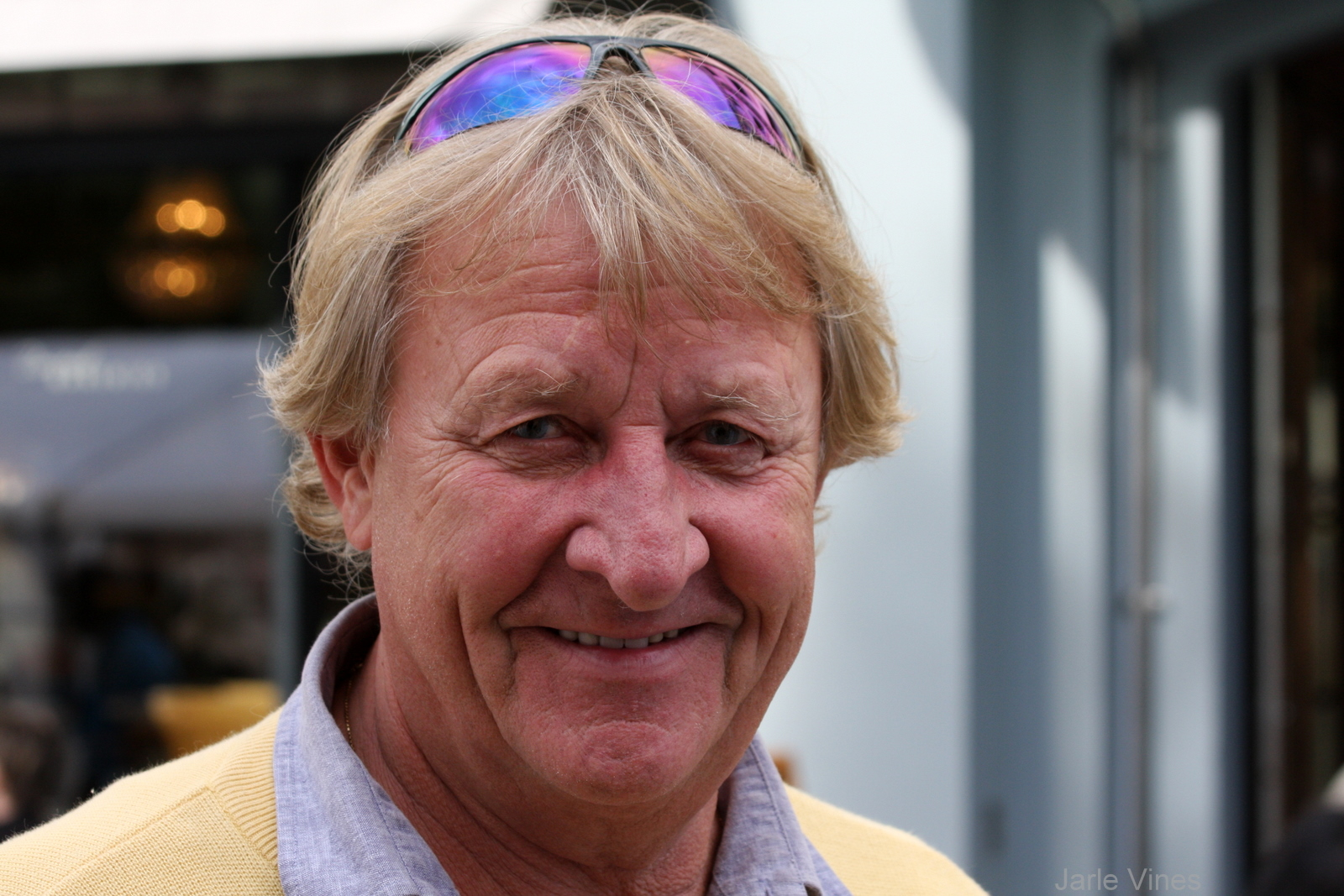
Ivar Nørve 2010

Ivar Trygve Nørve (* 16. Mai 1941 in Norwegen) ist ein norwegischer Schauspieler.

## Werdegang
Nørve nahm ein Schauspielstudium an der Royal Academy of Dramatic Art in London auf und ging anschließend zu einer Schauspielschule in Chicago. Er debütierte 1968 am Rogaland Teater und war dort bis 1970 sowie von 1984 bis 1985 als Theaterschauspieler tätig. Am Osloer Nationaltheatret wirkte er von 1970 bis 1972 und von 1972 war er auch am Oslo Nye Teater tätig. Bis zum heutigen Tag hat er in einer großen Zahl von Theater-Aufführungen an verschiedenen Theatern in Norwegen als Schauspieler mitgewirkt.
Nørve war er auch als Synchronsprecher für verschiedene Zeichentrick- und Kinderfilme tätig, wie z. B. bei Asterixfilmen, Fred Feuerstein und Winnie-Puuh-Trickfilmen sowie Tiggers großes Abenteuer usw. tätig. Auch außerhalb des Theaters und der Filmsynchronisation war Nørve noch an mehreren  norwegischen Film- und Fernsehproduktionen als Filmschauspieler tätig. Sein Debüt im Film hatte er 1974 in Kimen als Ivar. Weitere bekannte Auftritte im Film hatte er 1994 in Über Storch und Stein (Over stork og stein) und 2003 in Die Tote am See (Villmark). In der  norwegischen Fernsehen wirkte er in der Seifenoper Offshore vom NRK mit und hatte auch die Hauptrolle in der Drama-Serie Soria Moria des gleichen Senders. Des Weiteren trat er in der norwegischen Olsenbande auf, so unter anderem in der Rolle des Hallandsen. Auch in der folgenden Prequel-Fortsetzung, der Olsenbande Junior (Norwegen)-Filmreihe, spielte er ebenfalls in mehreren Folgen mit.

## Filmografie
| Jahr | Rolle                      | Film                                                  |
| ---- | -------------------------- | ----------------------------------------------------- |
| 1974 | Ivar                       | Kimen                                                 |
| 1977 | Pu der Bär, I-Aah (Stimme) | Die vielen Abenteuer von Winnie Puuh                  |
| 1977 | Zivilpolizist mit Eiskrem  | Olsenbanden og Dynamitt-Harry på sporet               |
| 1981 | Hallandsen                 | Olsenbanden gir seg aldri                             |
| 1982 | Hallandsen                 | Olsenbandens aller siste kupp                         |
| 1985 | Majestix, Scalleradius     | Asterix – Sieg über Cäsar                             |
| 1985 | Oscar Wisting              | Wettlauf zum Pol (The Last Place on Earth, Miniserie) |
| 1988 | Pu der Bär, I-Aah (Stimme) | Neue Abenteuer mit Winnie Puuh                        |
| 1989 | Majestix, Prolix, Optio    | Asterix – Operation Hinkelstein                       |
| 1994 | Psychotherapeut            | Über Storch und Stein (Over Stork Og Stein)           |
| 1995 | Sørby                      | Mot i brøstet (Fernsehserie)                          |
| 1996 | Ole Nordgard               | Thygesen (Fernsehserie)                               |
| 1996 | Christian Berntzen         | Offshore (Fernsehserie)                               |
| 1997 | Pu der Bär, I-Aah (Stimme) | Winnie Puuh auf großer Reise (Zeichentrickfilm)       |
| 1999 | Majestix                   | Asterix – Sieg über Cäsar                             |
| 2000 | Pu der Bär, I-Aah (Stimme) | Tiggers großes Abenteuer (Zeichentrickfilm)           |
| 2000 | Håvard                     | Soria Moria (Fernsehserie)                            |
| 2002 | Millionervis               | Asterix & Obelix: Mission Kleopatra                   |
| 2002 | Karlsson                   | Holms (Fernsehserie)                                  |
| 2002 | Gordon Nash                | Far og sønn (Fernsehserie)                            |
| 2003 | Polizist                   | Die Tote am See (Villmark) (Spielfilm)                |
| 2004 | Kaufmann                   | SOS – Petter ohne Netz (Venner for livet)             |
| 2004 | Rektor                     | Olsenbanden jr. på Rocker'n                           |
| 2007 | Großvater                  | Jul i Svingen                                         |
| 2006 | Majestix                   | Asterix und die Wikinger                              |
| 2006 | Linus und Klaras Großvater | Jul i Svingen (Fernsehserie)                          |
| 2007 | Nabo                       | Andre omgang                                          |
| 2007 | Hofmarschall Kåe           | Olsenbanden jr. Sølvgruvens hemmelighet               |
| 2008 | Majestix (Stimme)          | Asterix bei den Olympischen Spielen                   |
| 2009 | Vekstedeier                | God natt, elskede (Fernsehserie)                      |
| 2010 | Egun Olsen                 | Olsenbanden jr. Mestertyvens skatt                    |
| 2010 |                            | Sebastians Verden                                     |
| 2013 | Morfar                     | Casper und Emma sind beste Freunde (Fernsehfilm)      |
| 2014 | Morfar                     | Casper und Emma (Fernsehserie)                        |
| 2014 | Morfar                     | Casper und Emmas Winterferien (Fernsehfilm)           |
| 2014 | Morfar                     | Casper und Emmas wunderbare Weihnachten               |